# Elecciones presidenciales de Estados Unidos de 1912
Las elecciones presidenciales de los Estados Unidos de 1912  fue una rara elección a tres. El presidente, William Howard Taft, fue reelegido como candidato por el Partido Republicano con el apoyo de su ala conservadora. El expresidente Theodore Roosevelt no pudo recibir la nominación republicana, llamó a su propia convención y creó el Partido Progresista. Es nominado Roosevelt y presentó candidatos para otros cargos en los principales estados. El demócrata Woodrow Wilson fue nominado gracias al apoyo de William Jennings Bryan, el tres veces candidato presidencial demócrata, que todavía tenía un gran número de seguidores y leales en 1912. 
Wilson derrotó a Taft y Roosevelt en la elección general, ganando una amplia mayoría en el Colegio Electoral y el 42 % del voto popular, mientras que su rival más cercano, Roosevelt, ganó sólo el 27 %. Wilson se convirtió en el único presidente electo del Partido Demócrata entre 1892 y 1932. Fue el segundo de los dos únicos demócratas para ser electo presidente entre 1860 y 1932. Esta fue la última elección en la que un candidato que no era un republicano o demócrata quedó en segundo lugar, ya sea en el voto popular o por el Colegio Electoral y la primera elección en la que todos los 48 estados del territorio continental de Estados Unidos participaron.

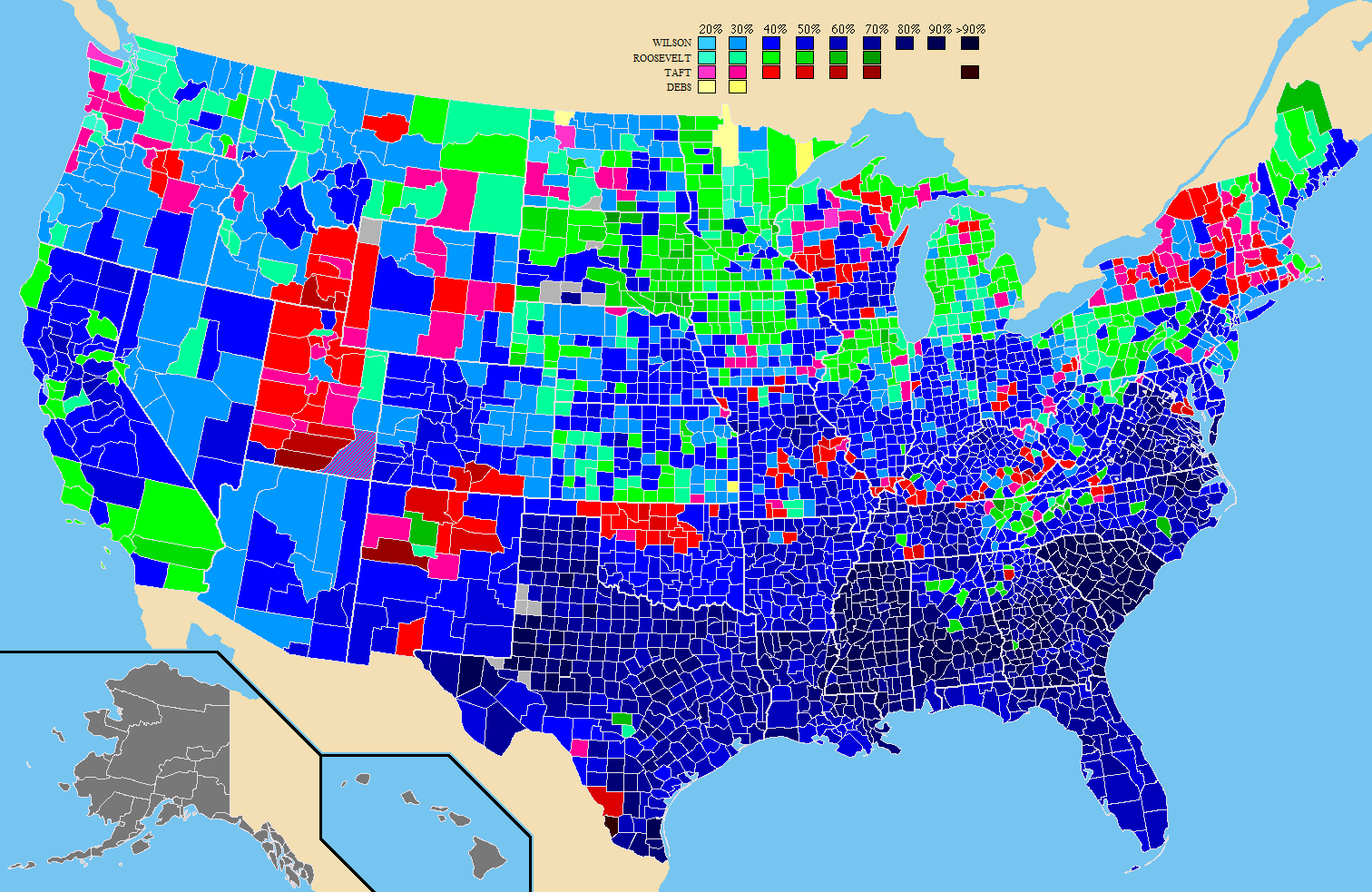
Los resultados, por condados.